# Didymocarpus leiboensis
Didymocarpus leiboensis là một loài thực vật có hoa trong họ Tai voi. Loài này được Z.P.Soong & W.T.Wang mô tả khoa học đầu tiên năm 1984.